# Бисексуалност
Бисексуалност представља сексуалну и/или романтичну склоност ка особама истог и супротног пола, и мушког и женског пола. Бисексуалност се понекад назива пансексуалност. Бисексуалност, као једна од могућих сексуалних оријентација, је потенцијал особе да осети сексуалну привлачност и да се укључи у емотивну или сексуалну везу са људима истог и различитог пола. Бисексуална особа не мора бити подједнако склона припадницима оба пола, а степен привлачности може варирати током времена.
Сексуална оријентација се разликује од сексуалног понашања пошто се односи на осећања појединца и схватања самога себе. Појединци могу али не морају изразити своју сексуалну оријентацију кроз своја сексуална понашања. Према томе перцепција себе је кључ и у случају бисексуалног идентитета. Многи људи имају сексуалне односе са људима оба пола, али се ипак не идентификују као бисексуални. Исто тако, други људи се укључују у сексуалне односе само са људима једног пола, или немају уопште сексуалне односе а ипак себе сматрају бисексуалним.
... развој лезбијског, геј или бисексуалног сексуалног идентитета је сложен и често тежак процес. За разлику од других мањина (етничких на примјер), већина ЛГБТ појединаца не одрастају у заједницама са појединцима који су им слични и од којих би могли да науче, ојачају и нађу подршку свом идентитету. Насупрот томе, ЛГБТ појединци обично одрастају у заједницама гдје остали појединци који је чине, или немају сазнања о, или су отворено непријатељски настројене према хомосексуалности.
Термин бисексуалности углавном се употребљава за означавање романтичних или сексуалних осјећања према мушкарцима и женама. Овај појам један је од три главне класификације сексуалне оријентације поред хетеросексуалности и хомосексуалности; последње две сексуалне оријентације сачињавају хетеросексуално-хомосексуални континуум. Бисексуалност не мора искључиво означавати подједнаки ниво привлачности оба спола; честа је појава да се особе које имају изразите, али не искључиве сексуалне склоности према једном полу такође изјашњавају као бисексуалци.
Бисексуалност се кроз историју може пронаћи у разним људским заједницама и у животињском царству. Међутим, термини би-, хетеро- и хомосексуалност тек су се почели користити у 19. веку.

## Дефиниције

### Сексуална оријентација, идентитет и склоност
Бисексуалност је романтична или сексуална склоност према мушкарцима и женама. Америчко удружење психолога наводи да је „сексуална оријентација негде дуж континуума. Другим речима, неко не мора искључиво бити хомосексуалац или хетеросексуалац, већ може осетити разне степене обе оријентације. Сексуална оријентација развија се кроз животни век сваке особе – различите особе у разним фазама свог живота могу схватити да су хетеро, би или хомосексуалци.”
Могуће је да сексуална привлачност, понашање и идентитет буду неконгруентни, јер сексуална привлачност и понашање могу бити различити од идентитета. Неке се особе изјашњавају као хетеро, хомо или бисексуалци без претходног сексуалног искуства. Друге особе су имале хомосексуална искуства, али не сматрају да су геј, лезбијке или бисексуалци. Такође је могуће да особе које се изјашњавају да су геј или лезбијке имају полни однос с особама различитог пола, а да не сматрају да су бисексуалци. За опис сексуалног идентитета или приказивања сексуалност понашања такође се могу употребљавати термини квир, полисексуалност, хетерофлексибилност, мушкарци који имају полне односе с мушкарцима и жене које имају полне односе са женама.
Неки извори дефинирају бисексуалност као романтичну или сексуалну привлачност према свим родним идентитетима или као романтичну или сексуалну привлачност особама без обзира на биолошки пол или декларирани пол те особе тиме изједначавајући бисексуалност с пансексуалношћу. Појам пансексуалности намерно одбацује бинарност родног система, односно „појам два пола и специфичних сексуалних оријентација”, јер су пансексуалне особе заинтересоване за однос с особама које не сматрају да су искључиво мушкарци или жене.
Бисексуална активисткиња, Робин Охс, бисексуалност је дефинисала као „могућност да Вас привлаче – романтично и/или сексуално – особе више од једног пола и/или родног идентитета; не мора обавезно бити истовремено, на исти начин или у истој мери.”

Према Росарју, Шримшаву, Хантеру и Брауну из 2006: 
...развој сексуалног идентитета лезбијки, гејева и бисексуалаца (ЛГБ) може да буде сложен и тежак процес. За разлику од других мањина (нпр. етничких или расних мањина), већина ЛГБ појединаца нису окружени заједницом сличних особа од којих могу више сазнати о својем идентитету и који могу ојачати и подржати тај идентитет. Уместо тога, ЛГБ појединци често су одгојени у заједницама које су неупућене или отворено непријатељски настројене према хомосексуалности.
Бисексуалност је испитана и као прелазни идентитет. Према истраживању о развоју сексуалног идентитета младих лезбијки, геј и бисексуалних особа спроведеном лонгитудиналном методом, Росарио и др. „пронашли су показатеље значајне доследности, као и промене сексуалног идентитета ЛГБ особа током времена”. Постојала је око три пута већа вероватноћа да се младе особе које су се изјасниле као хомосексуалне и бисексуалне особе пре краја истраживања, изјасне само као хомосексуалне особе на крају истраживања. Од свих младих особа које су се изјасниле као бисексуалне особе, 60–70% њих наставило се тако изјашњавати на крају истраживања, док се око 30–40% особа почело изјашњавати као хомосексуалне особе. Росарио и др. наводе да „иако је било младих особа које су се доследно изјашњавали као бисексуалне особе током целог истраживања, бисексуални идентитет је другим младим особама служио као прелазни идентитет накнадног хомосексуалног идентитета.” Насупрот овоме, истраживање Лизе М. Дијамон, такође спроведено лонгитудиналном методом у раздобљу од 10 година, које се фокусирало на жене које су се изјашњавале као лезбијке, бисексуалке или нису користиле било каква обележја, установило је да је „више жена усвојило идентитете бисексуалки или једноставно није користило било каква обележја него да су се одрекле тих идентитета.” Истраживање је такође установило да је „више бисексуалних/необележених жена имало укупно стабилне расподеле привлачности према истом или другом полу.” Лиза је такође истраживала мушку бисексуалност и нагласила је да је „скоро исти број мушкараца прешло на хомосексуални идентитет као и с хомосексуалног идентитета на бисексуални, квир или једноставно на одбацивање било каквих обележја.”

### Кинсијева скала
Крајем 1940-их, зоолог Алфред Кинси направио је скалу за означавање континуума сексуалне оријентације код људи. Проучавао је људску сексуалност и сматрао је да људи могу бити хетеро- или хомосексуалне оријентације чак и ако се то не испољава у тренутним околностима. Скала се употребљава за опис сексуалних искустава особе или сексуалних реакција у датом времену. Распон скале почиње од нуле којом се означава да је особа искључиво хетеросексуална, а завршава са шестицом којом се означава да је особа искључиво хомосексуална.
Особе које се пласирају 2–4, често се сматрају бисексуалним; није толика честа појава да особе буду на било којој крајности скале. Социолози Мартин С. Вајнберг и Колин Џ. Вилијамс пишу да у принципу, особе које се пласирају 1–5 могли би се сматрати бисексуалцима.
Психолог Џим Макнајт пише да је замисао да је бисексуалност посредна оријентација између хомосексуалности и хетеросексуалности, како је то имплицитно наведено у Кинсијевој скали, „значајно упитна” од објаве Вајнбергове и Белове књиге Хомосексуалности: Студија различитости међу мушкарцима и женама 1978.

## Бисексуални идентитет
Постоје подељена мишљења услед чега се јавља бисексуалност:
- да се особа рађа као хетеросексуална, хомосексуална или бисексуална (на пример, захваљујући пренаталним хормоналним утицајима), и да је тај њихов идентитет наследан и непроменљив; - ова теорија прихваћена је у свету
- да сексуална оријентација зависи од начина социјализације (на пример или имитирањем или одбијањем родитељских модела) или свесним избором (на пример, бирањем лезбијства као дела политичког феминистичког идентитета);
- да су сви ови фактори у интеракцији. Зато што су биолошки, социолошки и културални фактори различити за сваку особу, зато је свачија сексуалност високо индивидуална, било да су бисексуални, геј или лезбијке, хетеросексуални или асексуални људи у питању.

Многи претпостављају да је бисексуалност само фаза кроз коју људи пролазе. Заправо, свака сексуална оријентација може бити фаза. Људи су различити, и индивидуална сексуална осећања и понашање мењају се временом. Стварање и консолидација сексуалног идентитета је процес који траје. Пошто су људи, генерално, социјализовани као хетеросексуалци, бисексуалност је стање које многи искусе као део процеса откривања сопствене хомосексуалности. Многи почињу да се идентификују као бисексуалци после периода геј или лезбијске идентификације. Бисексуалност, као хомосексуалност и хетеросексуалност могу бити или прелазан корак у процесу сексуалног откривања, или стабилан, дугогодишњи идентитет.

## Заступљеност
Већина студија сексуалности фокусирала се на хомосексуалност или хетеросексуалност. Кинсијев извештај из 1950-их тврди да од 15 до 25% жена и 33-46% мушкараца могу бити бисексуални, на основу њихових искустава или објекта привлачења. Бисексуалци су на многе начине сакривена популација. У западној култури, генерално се претпоставља да је особа или хетеросексуална или хомосексуална. Пошто се бисексуалност не уклапа у ове стандардне категорије, често је порицана или игнорисана. Када се препозна, бисексуалност се често види као део хетеросексуалног или део хомосексуалног, а не као посебан идентитет.
Бисексуалци, као сви људи, имају различите врсте веза. Супротно општем миту, бисексуална особа нема потребу да у исто време буде у сексуалном односу са мушкарцем и женом. Заправо, неки људи који се идентификују као бисексуалци су све време имали односе са једним полом. Као хетеросексуални и хомосексуални људи, многи бисексуалци бирају да буду сексуално активни само са једним партнером и да имају дуге везе. Други бисексуалци могу имати отворене бракове који дозвољавају везе са партнерима истог пола, трочлане везе или више партнера истовремено. Важно је само имати слободу избора сексуалне или емотивне везе, која је исправна за људе који су у њу укључени, без обзира на њихову сексуалну оријентацију.